# Bondarenko (månekrater)
 For alternative betydninger, se Bondarenko. (Se også artikler, som begynder med Bondarenko)
Bondarenko er et nedslagskrater på Månen. Det befinder sig på Månens bagside og er opkaldt efter den sovjetiske kosmonaut Valentin Bondarenko (1937 – 1961).
Navnet blev officielt tildelt af den Internationale Astronomiske Union (IAU) i 1991. 
Før det blev omdøbt af IAU, hed dette krater "Patsaev G". 
Krateret observeredes første gang i 1965 af den sovjetiske rumsonde Zond 3.

## Omgivelser
Bondarenkokrateret ligger nordøst for det store Tsiolkovskiykrater og syd for Chauvenetkrateret. Lige nordøst for Bondarenko ligger "Patsaev G", som er et satellitkrater af Patsaevkrateret, der ligger mod vest og er af nogenlunde samme størrelse .